# Bölestjärnen (Nora socken, Ångermanland, 697892-161357)
Bölestjärnen är en sjö i Kramfors kommun i Ångermanland och ingår i Nätraån-Ångermanälvens kustområde. Sjön är 9,5 meter djup, har en yta på 0,0549 kvadratkilometer och är belägen 32,1 meter över havet.

## Delavrinningsområde
Bölestjärnen ingår i det delavrinningsområde (698062-161624) som SMHI kallar för Utloppet av Storsjön. Medelhöjden är 85 meter över havet och ytan är 35,66 kvadratkilometer. Räknas de 18 avrinningsområdena uppströms in blir den ackumulerade arean 126,64 kvadratkilometer. Avrinningsområdets utflöde Noraån (Grössjöån) mynnar i havet. Avrinningsområdet består mestadels av skog (68 procent). Avrinningsområdet har 4,88 kvadratkilometer vattenytor vilket ger det en sjöprocent på 13,7 procent.